# Victor Bendix
Victor Emanuel Bendix (ur. 17 maja 1851 w Kopenhadze, zm. 5 stycznia 1926 tamże) – duński kompozytor, dyrygent i pianista.
Brat Ottona. Studiował w konserwatorium w Kopenhadze. Jego nauczycielami byli Niels Wilhelm Gade, Johann Peter Emilius Hartmann i August Winding. Pobierał także naukę u Ferenca Liszta. W 1872 roku założył stowarzyszenie chóralne, którym przez dwa lata dyrygował. W 1882 roku wyjechał do Niemiec, gdzie m.in. w latach 1892–1893 dyrygował koncertami w Berlinie. Po powrocie do Danii w latach 1897–1901 dyrygował koncertami filharmonicznymi, a od 1907 do 1910 roku był dyrygentem duńskiego towarzystwa koncertowego (Dansk Koncertforening).
Tworzył muzykę w stylu późnoromantycznym. Komponował utwory orkiestrowe (w tym cztery symfonie), utwory kameralne i chóralne, utwory na fortepian oraz pieśni, z którą największą popularność zdobyła sobie Hvor tindrer nu min Stjerne. Jego twórczość cieszyła się uznaniem Carla Nielsena, który zadedykował Bendixowi swoją Suitę symfoniczną.
Jego synem był Victor Schiøler (1899–1967), lekarz i pianista.